# Unfriended
Unfriended är en amerikansk-rysk skräckfilm (datorskärmsfilm) från 2014 i regi av Levan Gabriadze, samt producerad av Timur Bekmambetov. I huvudrollerna syns Shelley Hennig, Moses Storm, Renee Olstead, Will Peltz, Jacob Wysocki och Courtney Halverson. Filmen handlar om ett par high school-elever, som blir hemsökta av ett spöke tillhörande en gammal vän, som ett år tidigare hade begått självmord.
Filmen hade biopremiär i Sverige den 4 september 2015, utgiven av Universal Pictures och United International Pictures AB. Filmen är, enligt Svensk Filmdatabas, tillåten från 15 år. År 2018 fick filmen en uppföljare, Unfriended: Dark Web.

## Handling
Året är 2013, då en ung high school-tjej vid namn Laura Barns väljer att begå självmord, efter att ha synts i ett förnedrande och viralt videoklipp på nätet. Det är dock okänt vem det var som laddade upp detta videoklipp, men detta ska snart komma att ändras...
En tid senare, exakt ett år efter Lauras självmord, sitter hennes bästa vän Blaire Lily hemma i sitt rum och videochattar med sin pojkvän Mitch Roussel på Skype. De får även en kort stund senare sällskap av deras vänner Jess Felton, Ken Smith och Adam Sewell. Men det finns också en helt okänd person i detta gruppsamtal, en person som går under namnet "billie227". Trots vännernas otaliga försök att bli av med denna okända person, förblir hen fortfarande kvar i gruppsamtalet. Under tiden får Blaire konstiga chattmeddelanden skickade till sig från Lauras gamla Facebookkonto, och väljer då att lägga till ytterligare en person, Val Rommel, in i gruppsamtalet, då hon eventuellt kan ha loggat in på Lauras konto bara för att jävlas. Kort efter att Val har bjudits in till gruppsamtalet, läggs det plötsligt ut pinsamma festbilder på henne på just Facebook, där uppladdaren visar sig vara Jess. Trots att Jess hävdar att hon inte har lagt ut dessa bilder, blir Val arg och säger åt henne att ta bort dem. När Jess till slut lyckas få bort alla bilder, dyker de återigen upp, fast den här gången från Adams profil. Samtidigt är det någon som skriver elaka meddelanden från tre av vännernas Skypeprofiler, vilket visar sig vara denna okända billie227. När Blaire sedan väljer att gå in på personens profil, så får hon se att detta konto tidigare har tillhört Laura Barns, då hennes namn står skrivet längst upp i hörnet.
Val bestämmer sig sedan för att ringa till polisen och rapportera att hon blir trakasserad på nätet, och i samma stund som hon gör detta, lämnar hon helt plötsligt hela gruppsamtalet. Inte så långt efter Vals oförklarliga försvinnande, får de andra i gruppsamtalet en länk skickad till sig, som visar sig vara en bild på en gammal chattkonversation mellan Val och Laura, strax innan självmordet ska ha ägt rum. I denna chattkonversation kan man bland annat läsa hur Val har skrivit till Laura och bett henne att ta livet av sig, vilket hon även gjorde. Kort därefter kommer Val tillbaka in i gruppsamtalet och sitter helt blickstilla bredvid en flaska med blekmedel, innan hon till slut kollapsar. I samma stund anländer även polisen hem till Val och kommer fram till att hon kan ha dött av självmord. En kort stund senare dör även Ken, och Laura tvingar de resterande personerna i gruppsamtalet att köra en "jag har aldrig"-lek, där förloraren av själva leken kommer att dö...
Efter att ha kört denna lek ett tag, får både Blaire och Adam varsin lapp med ett meddelande utskriven från respektive skrivare, som de först inte vill visa upp för Mitch och Jess. Men till slut så väljer Blaire att visa upp sitt meddelande, där det står: "Om du visar den här lappen, kommer Adam att dö". Adam tar då fram en pistol och skjuter sig själv till döds, samtidigt som det visar sig att han själv hade fått exakt samma meddelande skrivet på sin lapp, bortsett från att det var riktat mot Blaire. Strax därefter dör även Jess, och kvar är nu Blaire och Mitch. Laura väljer då att bryta all elektricitet hemma hos Blaire och Mitch, samtidigt som hon kräver att de ska erkänna vem det var som laddade upp videoklippet på henne. Mitch väljer sedan att ta livet av sig, genom att ta fram en kniv och hugga sig själv i ögat, vilket betyder att det endast är Blaire som är kvar. Det ska senare visa sig vara just Blaire som valde att ladda upp videoklippet på Laura, då Laura väljer att lägga ut det på Facebook. I samma stund kommer Laura (nu i andlig form) fram till Blaire och slår igen locket på hennes laptop, för att sedan gå till attack mot henne och lämna hennes öde helt okänt.

## Rollista (i urval)
| Shelley Hennig        | – Blaire Lily               |
| Moses Storm           | – Mitch Roussel             |
| Renee Olstead         | – Jess Felton               |
| Will Peltz            | – Adam Sewell               |
| Jacob Wysocki         | – Ken Smith                 |
| Courtney Halverson    | – Val Rommel                |
| Heather Sossaman      | – Laura Barns / "billie227" |
| Konstantin Chabenskij | – Polis (okrediterad)       |